# Saison 3 de Homeland
Chronologie
Saison 2 Saison 4
Cet article présente les épisodes de la troisième saison de la série télévisée américaine Homeland.

## Synopsis
Carrie Mathison, un agent de la CIA, croit qu'un Marine américain, qui était retenu captif par Al-Qaïda comme prisonnier de guerre depuis 2003 et libéré lors d'une opération commando en 2011, a rejoint l'ennemi et pose aujourd'hui un risque important pour la sécurité nationale.

## Distribution

### Acteurs principaux
- Claire Danes (V. F. : Caroline Victoria) : Carrie Mathison
- Damian Lewis (V. F. : Jean-Pierre Michaël) : Nicholas Brody
- Morena Baccarin (V. F. : Laurence Bréheret) : Jessica Brody
- Diego Klattenhoff (V. F. : Sébastien Desjours) : Mike Faber
- Jackson Pace (V. F. : Gwenaël Sommier) : Chris Brody
- Morgan Saylor (V. F. : Camille Donda) : Dana Brody
- Rupert Friend (V. F. : Taric Méhani): Peter Quinn
- Sarita Choudhury (V. F. : Françoise Vallon) : Mira Berenson
- Tracy Letts (V. F. : Guy Chapellier) : Sénateur Andrew Lockhart
- F. Murray Abraham (V. F. Pierre Dourlens) : Dar Adal
- Mandy Patinkin (V. F. : Patrick Floersheim) : Saul Berenson

### Acteurs récurrents
- Tim Guinee (V. F. : Patrick Borg) : Scott Ryan
- Nazanin Boniadi (V . F. : Chantal Baroin) : Fara
- David Aaron Baker (en) : Dr. Harlan
- Shaun Toub (V. F. :  Mostéfa Stiti) : Majid Javadi
- Martin Donovan (V. F. : Guillaume Orsat) : Leland Bennett
- William Abadie : Alan Bernard
- Joanna Merlin : Grandma Lois
- Amy Morton : Erin Kimball
- Gary Wilmes : Dr. Richardson
- Sam Underwood (V. F. : Simon Koukissa) : Leo
- Lawrence Clayton : Amiral Jim Pennington
- Pedro Pascal : Majority Counsel David Portillo

## Production

### Casting
L'acteur oscarisé F. Murray Abraham reprend son rôle de la deuxième saison de la série et devient régulier, de même que Rupert Friend.

### Diffusions
La série est diffusée à partir du 29 septembre 2013 sur Showtime, aux États-Unis.

## Liste des épisodes

### Épisode 1:En ligne de mire
- États-Unis : 29 septembre 2013 sur Showtime
- Suisse : 12 janvier 2014 sur RTS Un
- France et  Suisse: 30 janvier 2014 sur Canal+
- Belgique : sur BeTV
- Québec : 9 septembre 2014 sur Télé-Québec

- États-Unis : 1,88 million de téléspectateurs[1]

### Épisode 2:Haute Trahison
- États-Unis : 6 octobre 2013 sur Showtime
- Suisse : 12 janvier 2014 sur RTS Un
- France  et  Suisse: sur Canal+
- Québec : 16 septembre 2014 sur Télé-Québec

- États-Unis : 1,83 million de téléspectateurs[2]

### Épisode 3:La Tour de David
- États-Unis : 13 octobre 2013 sur Showtime
- Suisse : 19 janvier 2014 sur RTS Un
- Québec : 23 septembre 2014 sur Télé-Québec

- États-Unis : 1,81 million de téléspectateurs[3]

### Épisode 4:Les dés sont lancés
- États-Unis : 20 octobre 2013 sur Showtime
- Suisse : 19 janvier 2014 sur RTS Un
- Québec : 30 septembre 2014 sur Télé-Québec

- États-Unis : 1,77 million de téléspectateurs[4]

### Épisode 5:Double Jeu
- États-Unis : 27 octobre 2013 sur Showtime
- Suisse : sur RTS Un
- Québec : 7 octobre 2014 sur Télé-Québec

- États-Unis : 2 millions de téléspectateurs[5]

### Épisode 6:Ça passe ou ça casse
- États-Unis : 3 novembre 2013 sur Showtime
- Québec : 14 octobre 2014 sur Télé-Québec

- États-Unis : 2 millions de téléspectateurs[6]

- Mary Apick : Fariba
- Maury Sterling : Max
- Nazanin Boniadi : Fara Sherazi
- Shaun Toub : Majid Javadi

### Épisode 7:Passe d’armes
- États-Unis : 10 novembre 2013 sur Showtime
- Québec : 21 octobre 2014 sur Télé-Québec

- États-Unis : 1,85 million de téléspectateurs[7]

- Nazanin Boniadi (Fara Sherazi)
- Shaun Toub (Majid Javadi)

### Épisode 8:En quête de réponses
- États-Unis : 17 novembre 2013 sur Showtime
- Québec : 28 octobre 2014 sur Télé-Québec

- États-Unis : 1,78 million de téléspectateurs[8]

- Nazanin Boniadi : Fara Sherazi

### Épisode 9:Pour l'honneur
- États-Unis : 24 novembre 2013 sur Showtime
- Québec : 4 novembre 2014 sur Télé-Québec

- États-Unis : 1,94 million de téléspectateurs[9]

- Nazanin Boniadi : Fara Sherazi

### Épisode 10:Demande d'asile
- États-Unis : 1er décembre 2013 sur Showtime
- Québec : 11 novembre 2014 sur Télé-Québec

- États-Unis : 2,06 millions de téléspectateurs[10]

- Nazanin Boniadi : Fara Sherazi
- Tim Guinee : Scott Ryan
- William Sadler : Mike Higgins
- Shaun Toub : Majid Javadi
- Donnie Keshawarz : Hafez Azizi
- Jared Ward : Yousef Turani
- Walid Amini : Josh Modarres
- Jaylen Moore : Eric Baraz
- Peter Bradbury : Bill Pfister

### Épisode 11:Opération Téhéran
- États-Unis : 8 décembre 2013 sur Showtime
- Suisse : 16 février 2014 sur RTS Un
- Québec : 18 novembre 2014 sur Télé-Québec

- États-Unis : 2,09 millions de téléspectateurs[11]

- William Abadie : Alain Bernard
- Shaun Toub : Majid Javadi
- David Diaan : Masud Sharazi
- Houshang Touzie : Deshan Akbani
- Jeff Seymour : un agent du Mossad
- Bobak Bakhtiari : un agent Mossad
- Naz Deravian : Nassrin
- Eyas Younis : l'interrogateur du IRGC

### Épisode 12:Héros malgré tout
- États-Unis : 15 décembre 2013 sur Showtime
- Suisse : 16 février 2014 sur RTS Un
- Québec : 25 novembre 2014 sur Télé-Québec

- États-Unis : 2,38 millions de téléspectateurs[12]